# Dongarampur, Raichur
Dongarampur là một làng thuộc tehsil Raichur, huyện Raichur, bang Karnataka, Ấn Độ.